# Juan Manuel Villalba
Juan Manuel Villalba (14 aprile 1954) è un ex calciatore paraguaiano, di ruolo difensore.

## Carriera

### Club
Giocò nella massima serie paraguaiana con il Libertad.

### Nazionale
Con la Nazionale paraguaiana vinse la Copa América 1979.